# Майское (Полесский район)
Майское — посёлок в Полесском районе Калининградской области. Входит в состав Тургеневского сельского поселения.

## Население
| 2002 | 2010 |
| ---- | ---- |
| 183  | ↗197 |

## История
Населенный пункт Мейкен в 1946 году был переименован в поселок Майское..